# ジュリアン・ハフ
ジュリアン・ハフ（英語: Julianne Hough, 1988年7月20日 - ）は、アメリカ合衆国のダンサー、女優歌手。

## 来歴
アメリカ合衆国西部にあるユタ州の都市ソルトレイクシティ郊外のサンディで5人姉弟妹の末っ子として生まれた。3人の姉であるキャサリン、シェアリー、マラベスと1人の兄デレクがいる。ダンスが好きな一家であり、熱心なモルモン教徒の家庭でもあった。父親は、ユタ州の共和党の元議長であり、国政でも重要な役割を担っていた。
両親の強い勧めで10歳の頃、兄デレクとともにイングランドのロンドンに渡った。イングランド滞在中、イタリア・コンティ・アカデミー・オヴ・シアター・アーツに入学、ダンス、歌唱、演劇などを学んだ。いくつかに登るイギリスのダンスコンテストに参加、15歳の頃、イングランドのブラックプールダンスフェスティバルで行われた国際ユース並びに世界ジュニアで優勝した。約5年あまりの月日をロンドンで過ごした後、合衆国に帰国。彼女はラスベガス・アカデミーにて芸術などを学ぶ、その後、故郷のユタ州サンディにある公立アルタ高校に通った。同高校卒業後、自らのキャリアをさらに追求する為、ロサンゼルスへと向け旅立った。
ロサンゼルスではABCのゲームショーであるショー・ミー・ザ・マネーなどいくつかのテレビ番組やコマーシャルに出演。やがて、ダンシング・ウィズ・ザ・スターズに出演することになる。
2007年5月、ダンシング・ウィズ・ザ・スターズシーズン4において、ダンス・パートナーの日系人であるアポロ・オーノとともに優勝した。
ハフは、ダンシング・ウィズ・ザ・スターズにおける一連の貢献により、2008年度と2009年度のエミー賞にノミネートされた。

## シンガー
2008年にリリースされたデビューアルバムである『Julianne Hough』は、全米アルバムチャートで3位を記録、カントリー・チャートでは1位であった。
歌手としてのキャリアを高く評価されたことにより、2009年度のアカデミー・オブ・カントリー・ミュージックにおいて各部門を受賞した。

## 女優
2001年、13歳の頃、ホグワーツ魔法魔術学校に通う女学生として映画『ハリー・ポッターと賢者の石』に出演した。
2010年の映画『バーレスク』にジョージア役で出演した。2011年、映画『フットルース 夢に向かって』ではアリエル・ムーア役で、2012年、映画『ロック・オブ・エイジズ』ではシェリー・クリスチャン役で主演している。
主演を務めた2013年のセイフ ヘイヴンでは、ジョシュ・デュアメルと共演し、同映画はヒットを記録した。

## ディスコグラフィ

### アルバム
| リリース | タイトル       | チャート最高位 | チャート最高位 |
| リリース | タイトル       | カントリー     | 全米           |
| -------- | -------------- | -------------- | -------------- |
| 2008     | Julianne Hough | 1              | 3              |

### シングル
- That Song in My Head（2008）
- My Hallelujah Song（2008）
- Is That So Wrong（2010）

### EP
- Sounds of the Season:The Julianne Hough Holiday Collection（2008）

## フィルモグラフィ
| 公開年 | 邦題 原題                                                           | 役名                   | 備考           |
| ------ | ------------------------------------------------------------------- | ---------------------- | -------------- |
| 2001   | ハリー・ポッターと賢者の石 Harry Potter and the Philosopher's Stone | 女学生                 |                |
| 2010   | バーレスク Burlesque                                                | ジョージア             |                |
| 2011   | フットルース 夢に向かって Footloose                                 | アリエル・ムーア       | 日本劇場未公開 |
| 2012   | ロック・オブ・エイジズ Rock of Ages                                 | シェリー・クリスチャン |                |
| 2013   | セイフ ヘイヴン Safe Haven                                          | ケイティ・フェルドマン |                |
| 2015   | サバイバル・ドライブ Curve                                          | マロリー・ラトリッジ   | 日本劇場未公開 |
| 2016   | ダーティ・グランパ Dirty Grandpa                                    | メレディス             |                |
| 2018   | Bigger                                                              | Betty Weider           |                |
| 2025   | The Bride!                                                          |                        | 撮影中         |